# Lijst van spoorwegstations in Quảng Nam
Dit is een lijst van spoorwegstations in de Vietnamese provincie Quảng Nam. Alle spoorwegstations liggen aan de spoorlijn Hanoi - Ho Chi Minhstad.
Van zuid naar noord: 
- Station Núi Thành in Núi Thành (Núi Thành)
- Station Diêm Phổ in Tam Anh Nam (Núi Thành)
- Station Tam Kỳ in An Xuân/Trường Xuân (Tam Kỳ)
- Station An Mỹ in Tam An (Phú Ninh)
- Station Phú Cang in Bình Quý (Thăng Bình)
- Station Trà Kiệu in Duy Sơn (Duy Xuyên)
- Station Nông Sơn in Điện Phước (Điện Bàn)